# Уинтерс, Берни
Берни Уинтерс (при рождении Берни Вайнштейн (6 сентября 1932 — 4 мая 1991) — британский комик, начинавший свою карьеру вместе со старшим братом Майком Уинтерсом. Позже стал выступать соло, зачастую использовал в выступлениях своего пса сенбернара Шнорбица (Schnorbitz).

## Биография
Его отец был букмекером, сам Берни служил в торговом флоте, а также подрабатывал в качестве музыканта на танцах и свадьбах. Затем со своим братом они создали дуэт, который назвали «Choochie-Face». В октябре 1957 дуэт выступает на Six-Five Special и, как описывала Daily Mirror, это были лучшие комики британской юношеской аудитории. Они получили рекомендации от организатора шоу Жозефины Дуглас для Томми Стила, с которым и отправились на гастроли.
Берри разделился с Майком в 1978 и в конце 1970-х — начале 1980-х годов он презентовал The Big Top Variety Show, телесериал, состоящий из различных шоу на цирковой арене. В 1984 году он представил второй сезон игрового шоу Whose Baby?. Он также регулярно появляется в таких шоу как Punchlines и Give Us A Clue, производит сильное впечатление у Бада Флэнагана на телевидении и, позднее, на сцене с Лэсли Краузером и его партнёром Чесни Алленом.